# Константин Хранисављевић
Константин Коста Хранисављевић (рођен Живковић; Ириг, 1807 — Београд, 7. март 1880) био је српски војник, начелник Главне војне управе, државни саветник.

## Биографија
Коста Хранисављевић је рођен 1807. у месту Иригу у Срему, а старина му је у Крушевцу, откуда су му родитељи пребегли у Срем. Костино је презиме Живковић, а Хранисављевић се прозвао по свом добротвору Храниславу, који га је примио, школовао, и упутио у руску војну службу.
Хранисављевић свршивши у Русији кадетску школу, прешао је у војску где је служећи у кавалерији 6 година дошао до чина подручничкога.
Служећу у руској војсци, Хранисављевић је 1829. са Дибићем прешао Балкане на Шипци. За тај рат добио је златну медаљу; а за утишање буне у Пољској 1831. златни крст за војничке заслуге.
1832. Хранисављевић дође у Србију и 15. децембра постане командир кавалериском ескадрону, који је био гарда Кнезу Милошу.
После неког времена, Коста се врати у Русију и остане онамо неколико година.
1839. дошао је опет у Србију, и ступио у војску где је 11. маја постао мајор.
У почетку се потписивао Хранислав, а доцније је то презиме продужио у Хранисављевић.
Исте 1839. јуна 18, постављен је за помотњика начелнику војног штаба.
1845. јуна 19, Хранисављевић је постао наченик редовне војске и на том месту остао више од 11 година.
1857. октобра 13, постављен је за члана земаљског савета.
Пред крај 1860. када је живео као „саветник у оставци,” понуди га Кнез Михаило да прими војно министарство које се онда звало Главна војна управа. Хранисављевић изговарајући се старошћу и слабим здрављем, отклони од себе ту кнежеву понуду. Кнез га зовне к себи и навали на њ да се прими.
Хранисављевић, не могући одговорити, замоли Кнеза за ово троје:
- 1-o Без мога знања, Господару, нико да се не меша у војску, а ја не ћу радити ништа без вашега одобрења;
- 2-o На дворске ручкове да не долазим, и
- 3-o Ни једном консулу никад да не чиним похода!

Кнез се осмехне, али му прими сва три услова. и тако је 31. децембра 1860. Хранисављевић постављен за начелника Главне војне управе − што је било равноме војноме министарству. 1861. септембра 22, уважена му је оставка на то звање.
Хранисављевић је умро у Београду у својој кући 7. марта 1880, и сахрањен је са свим војним почастима. Кнез Милан са свима министрима, и митрополит с многим свештенством, испратили су га до гроба.